# 155-й гвардійський артилерійський полк (СРСР)
155-й гвардійський артилерійський орденів Червоного Прапора і Кутузова полк (155 гв. АП, в/ч 16494) — формування артилерійських військ Радянської армії.
Після розпаду СРСР у 1992 році полк перейшов до складу Збройних сил України, і згодом переформований як 155-й самохідно-артилерійський полк.

## Історія
Сформований 15 грудня 1941 року у місті Акмолинськ на території Казахської РСР у складі 459-ї стрілецької дивізії. 16 січня 1942 року 459-та стрілецька дивізія перейменована в 29-ту стрілецьку дивізію, 1065-й артилерійський полк перейменований в 77-й артилерійський полк. Після Сталінградської битви полк отримав статус гвардійського. У травні 1947 року полк разом з іншими підрозділами дивізії був передислокований до Білої церкви. В 1990 році полк змінив місце базування та був передислокований у місто Сміла.
Після розпаду СРСР у 1992 році полк перейшов до складу Збройних сил України, і згодом переформований як 155-й самохідно-артилерійський полк.

## Озброєння
Станом на 1990 рік, на озброєнні полку перебували:
- 152-мм самохідна гаубиця 2СЗ «Акація» — 36
- Реактивна система залпового вогню БМ-21 «Град» — 12
- Мобільний розвідувальний пункт ПРП-3 «Вал» — 2
- Машина командира батареї 1В18 «Клен» — 3
- Машина командира дивізіону 1В19 — 1
- Командно-штабна машина Р-145БМ — 1
- Багатоцільовий броньований гусеничний тягач МТ-ЛБ — 18

## Командири
- (липень 1943) гв. майор Хроменков Іван Устинович[2]
- гв. майор Шварьов Павло Сергійович[джерело?]
- (1984) Костерін[джерело?]
- (1984) полковник Ібрагім Мамедов[джерело?]